# Franz Josef al II-lea, Principe de Liechtenstein
Franz Joseph al II-lea (n. 16 august 1906, Castelul Frauenthal, Stiria, Austria - d. 13 noiembrie 1989) a fost din 1938 și până la moartea sa în 1989 principe al Principatului Liechtenstein. Urmașul său la tron este actualul suveran al Liechtensteinului, principele Hans Adam al II-lea.

## Originea
Franz Josef al II-lea de Liechtenstein a fost fiul principelui Alois de Liechtenstein și al soției acestuia, principesa Elisabeth Amalie de Austria.